# The Devil in I
The Devil in I è un singolo del gruppo musicale statunitense Slipknot, pubblicato il 25 agosto 2014 come secondo estratto dal quinto album in studio .5: The Gray Chapter.

## Video musicale
In un'intervista con BBC Radio 1, il frontman Corey Taylor ha confermato la realizzazione di un video per The Devil in I, il quale è stato girato tra il 22 e il 23 agosto 2014. Per il cast del video, il gruppo ha richiesto la partecipazione di alcuni fan. I requisiti erano un'età compresa fra i 20 e i 35 anni e il sentirsi a proprio agio nel recitare a piedi nudi. Nel video, i suddetti fan assumeranno il ruolo di uomini completamente avvinghiati da camicie di forza che danzano insieme durante la performance del gruppo.
L'11 settembre 2014 gli Slipknot hanno pubblicato un'anteprima del video, pubblicato il giorno seguente, mostrando soltanto due figure coperte da sudari rossi dotati di due buchi per gli occhi. Il video mostra il gruppo, nuovi membri compresi, all'interno di un manicomio rivelando le nuove maschere. Il video mostra anche i membri del gruppo con le maschere dell'album All Hope Is Gone nell'atto di suicidarsi in svariati modi (Sid Wilson divorandosi le mani, Chris Fehn mangiato vivo dai corvi e Jim Root fattosi saltare in aria, fra gli altri). Questa è una metafora che vuole rappresentare la morte dei "vecchi" Slipknot e la loro rinascita sotto una nuova forma.

## Tracce
Testi e musiche di Corey Taylor e James Donald Root.
Download digitale
1. The Devil in I – 5:42

CD promozionale (Europa)
1. The Devil in I (Album Version) – 6:00
2. The Devil in I (Radio Edit) – 4:12

CD promozionale (Regno Unito)
1. The Devil in I (Edit) – 4:11
2. The Devil in I (Album Version) – 5:42

CD singolo (Stati Uniti)
1. The Devil in I – 5:42
2. The Negative One – 5:25

## Formazione
Gruppo
- Shawn Crahan – percussioni, cori
- Chris Fehn – percussioni, cori
- Sid Wilson – giradischi
- Mick Thomson – chitarra, basso[9]
- Craig Jones – campionatore, tastiera
- Jim Root – chitarra, basso[9]
- Corey Taylor – voce

Altri musicisti
- Donnie Steele – basso[9]
- Alessandro Venturella – basso
- Jay Weinberg – batteria[9]

Produzione
- Slipknot – produzione
- Greg Fidelman – produzione
- Joe Barresi – missaggio
- Jim Monti – registrazione
- Greg Gordon – registrazione
- Sara Lyn Killion – registrazione
- Geoff Neal – assistenza tecnica
- Chris Claypool – assistenza tecnica
- Marcus Johnson – assistenza tecnica
- Evin O'Cleary – assistenza tecnica
- Dan Monti – montaggio
- Lindsay Chase – coordinazione alla produzione
- Vlado Meller – mastering

## Classifiche
| Classifica (2014)                | Posizione massima |
| -------------------------------- | ----------------- |
| Regno Unito                      | 135               |
| Regno Unito (rock & metal)       | 2                 |
| Stati Uniti                      | 123               |
| Stati Uniti (mainstream rock)    | 2                 |
| Stati Uniti (rock & alternative) | 12                |